# فرانکو دی پیکولی
فرانکو دی پیکولی (ایتالیایی: Franco De Piccoli؛ زادهٔ ۲۹ نوامبر ۱۹۳۷) بوکسور اهل ایتالیا است.
وی در مسابقات کشوری و بین‌المللی در مجموع برندهٔ ۲ مدال طلا شده‌است.